# La Villa Tercera Sección
La Villa Tercera Sección är en ort i Mexiko.   Den ligger i kommunen Tianguismanalco och delstaten Puebla, i den sydöstra delen av landet, 90 km sydost om huvudstaden Mexico City. La Villa Tercera Sección ligger 1 964 meter över havet och antalet invånare är 372.
Terrängen runt La Villa Tercera Sección är kuperad åt nordväst, men åt sydost är den platt. Runt La Villa Tercera Sección är det tätbefolkat, med 459 invånare per kvadratkilometer. Närmaste större samhälle är Atlixco, 4,3 km sydost om La Villa Tercera Sección. Omgivningarna runt La Villa Tercera Sección är en mosaik av jordbruksmark och naturlig växtlighet.